# 1954 a tudományban
Az 1954. év a tudományban és a technikában.

## Díjak
- Nobel-díjak
  - Fizikai Nobel-díj: Max Born, Walther Bothe
  - Fiziológiai és orvostudományi Nobel-díj: John Franklin Enders, Thomas Huckle Weller, Frederick Chapman Robbins
  - Kémiai Nobel-díj: Linus Pauling

## Születések
- február 28. – Jean Bourgain belga matematikus († 2018)
- június 20. – Ílán Rámón az első izraeli űrhajós († 2003)

## Halálozások
- március 7. – Otto Diels Nobel-díjas vegyész (* 1876)
- április 10. – Auguste Lumière francia mérnök. Testvérével együtt feltalálóként és filmkészítőként korszakalkotó szerepet játszott a film történetben (* 1862)
- június 7. – Alan Turing brit matematikus, a modern számítógép-tudomány egyik "atyja" (* 1912)
- június 21. – Gideon Sundbäck svéd-amerikai mérnök, a cipzár fejlesztője (* 1880)
- november 29. – Enrico Fermi fizikai Nobel-díjas olasz fizikus, aki főként a béta-bomlással kapcsolatos munkája, az első nukleáris reaktor kifejlesztése és a kvantumelmélet fejlesztése kapcsán ismert (* 1901)